# Gare d'Uguisudani
La gare d'Uguisudani (鶯谷駅, Uguisudani-eki) est une gare ferroviaire de la ville de Tokyo au Japon. Elle est desservie par les lignes Yamanote et Keihin-Tōhoku de la JR East.

## Situation ferroviaire
La gare de Nippori est située au point kilométrique (PK) 23,0 de la ligne Yamanote et au PK 25,6 de la ligne Keihin-Tōhoku.

## Histoire
La gare a été inaugurée le 11 juillet 1912.

## Service aux voyageurs

### Accès et accueil
La gare dispose d'un bâtiment voyageurs, avec guichet, ouvert tous les jours.

### Desserte
- Ligne Keihin-Tōhoku :
  - voie 1 : direction Akabane et Ōmiya
  - voie 4 : direction Ueno, Tokyo et Yokohama

- Ligne Yamanote :
  - voie 2 : direction Ikebukuro et Shinjuku
  - voie 3 : direction Ueno, Tokyo et Shinagawa